# De Enk (Kamperveen)
De Enk is een natuurgebied gelegen in Kamperveen. Sinds 2018 maakt het deel uit van het Reevediepgebied. Het natuurgebied is echter veel ouder en is ontstaan als oude zeearm/zeegat aan de Zuiderzee en bestond al in de 15e eeuw. Dit gebied ligt nabij Hogeweg. Bij De Enk was een veer over het vroegere riviertje Reeve. Het gebied ligt tussen de Nieuwendijkbrug en de Reevediepbrug.
Het gebied wordt beheerd door Staatsbosbeheer.

## Geschiedenis
In de nabijheid van de Enk was al bewoning in het mesolithicum tussen 9000 en 5000 v.Chr. Bij archeologisch onderzoek zijn jachtkampen, haardplaatsen en een unieke hut aangetroffen.
Tussen 1500 en 1800 was hier een veer en is in dit gebied een steiger gevonden. Doordat de Reeve rond 1600 een wetering werd, bleef er van De Enk niet meer dan een grote kolk en meerdere kolkjes over.